# Elecciones estatales de Tamaulipas de 1995
Las Elecciones estatales de Tamaulipas de 1995 se llevaron a cabo el domingo 12 de noviembre de 1995 y en ellas se renovaron los titulares de los cargos de elección popular en el estado mexicano de Tamaulipas:
- 43 ayuntamientos. Compuestos por un presidente municipal y regidores, electos para un período de tres años no reelegibles en ningún período inmediato.
- 32 diputados del Congreso del Estado. 19 electos por una mayoría de cada uno de los distritos electorales y 13 de representación proporcional.

## Resultados electorales

### Ayuntamientos
| Partido                                   | Partido                                                  | Municipios |
| ----------------------------------------- | -------------------------------------------------------- | ---------- |
|                                           | Partido Revolucionario Institucional                     | 33         |
|                                           | Partido Acción Nacional                                  | 6          |
|                                           | Partido de la Revolución Democrática                     | 3          |
|                                           | Partido del Frente Cardenista de Reconstrucción Nacional | 1          |
| Fuente: Instituto Electoral de Tamaulipas |                                                          |            |

#### Candidatos electos
| Municipio          | Partido | Alcalde (1996-1998)               |
| ------------------ | ------- | --------------------------------- |
| Abasolo            |         | Oscar Saldaña Silva               |
| Aldama             |         | José Guadalupe González Segura    |
| Altamira           |         | Romana Hermelinda Flores Rivera   |
| Antiguo Morelos    |         | Rodolfo González Hernández        |
| Burgos             |         | Elías Davila González             |
| Bustamante         |         | Roberto Vargas Sánchez            |
| Camargo            |         | Jesús Juan Ángel Ibarra Tamez     |
| Casas              |         | María Dolores Berlanga Gil        |
| Ciudad Madero      |         | Jorge Mario Sosa Pohl             |
| Cruillas           |         | Noel Gómez de la Fuente           |
| Gómez Farías       |         | Marcelino Mendoza Rosas           |
| González           |         | Juan Rafael Osorio Garza          |
| Güémez             |         | Arturo López Carbajal             |
| Guerrero           |         | Jaime Arias Guerra                |
| Gustavo Díaz Ordaz |         | Oscar Mario Morales Gutiérrez     |
| Hidalgo            |         | Javier Ibarra Echartea            |
| Jaumave            |         | Felipe Reyes Méndez               |
| Jiménez            |         | Silvestre Salazar Saldívar        |
| Llera              |         | Juan Toral Mendoza                |
| Mainero            |         | Juan José Ramos Gauna             |
| Mante              |         | José Ernesto Manrique Villarreal  |
| Matamoros          |         | Ramón Antonio Sampayo Ortiz       |
| Méndez             |         | Federico Mendoza Fuerte           |
| Mier               |         | Jesús Ángel Guerra Mancías        |
| Miguel Alemán      |         | Santiago Gómez Stringel           |
| Miquihuana         |         | Maricela Rodríguez Del Valle      |
| Nuevo Laredo       |         | Antonia Mónica García Velazquez   |
| Nuevo Morelos      |         | Antonio Torres Gómez              |
| Ocampo             |         | Alejandro Martínez Eligio         |
| Padilla            |         | Everardo Ruiz Aguilar             |
| Palmillas          |         | Julian Barrón Sifuentes           |
| Reynosa            |         | Oscar Luebbert Gutiérrez          |
| Río Bravo          |         | Bernardo Gómez Villagómez         |
| San Carlos         |         | César Terán Zarate                |
| San Fernando       |         | María Delia Garza Gutiérrez       |
| San Nicolás        |         | Gabriel Castellanos De La Fuente  |
| Soto la Marina     |         | Artemio Arellano Conde            |
| Tampico            |         | Diego Alonso Hinojosa Aguerrevere |
| Tula               |         | Rodolfo Lara Castillo             |
| Valle Hermoso      |         | María Eugenia De León Pérez       |
| Victoria           |         | Pascual Ruiz García               |
| Villagrán          |         | Marcelo Treviño Nebarez           |
| Xicoténcatl        |         | Rosa María Castillo Marroquín     |

### Diputados al Congreso
| Partido                                   | Partido | Mayoría relativa | Proporcional | Total |
| ----------------------------------------- | ------- | ---------------- | ------------ | ----- |
|                                           | PRI     | 14               | 6            | 20    |
|                                           | PAN     | 4                | 3            | 7     |
|                                           | PRD     | 1                | 2            | 3     |
|                                           | PARM    | 0                | 1            | 1     |
|                                           | PFCRN   | 0                | 1            | 1     |
|                                           | PT      | 0                | 0            | 0     |
|                                           | PVEM    | 0                | 0            | 0     |
| Fuente: Instituto Electoral de Tamaulipas |         |                  |              |       |